# هوت لاين ميامي 2: رونغ نمبر
هوت لاين ميامي 2: رونغ نمبر (بالإنجليزية: Hotline Miami 2: Wrong Number)‏ ، هي لعبة إلكترونية سويدية أنتجت سنة 2014م.

## قصة اللعبة
تعيد القصة انتشار المجموعات الإجرامية في ميامي عام 1991م، ويقوم أحد أبطال اللعبة بارتداء أقنعة الحيوانات لقتل المافيا الروسية ومجموعات مسلحة في أحد المنازل أو الفنادق.

## وصلات خارجية
- Official teaser trailer
- Hotline Miami 2: Wrong Number - Dial Tone -trailer